# بولي دونبار
بولي دونبار (بالإنجليزية: Polly Dunbar)‏ هي كاتِبة وكاتبة للأطفال بريطانية، ولدت في 1980 في كوتسوولدز في المملكة المتحدة.

## وصلات خارجية
- الموقع الرسمي